# Лабораторія мікотоксикології ІП УААН
Лабораторія мікотоксикології Інституту птахівництва  Національної академії аграрних наук України — лідер у галузі мікотоксикології в Україні.
Сфера наукових інтересів лабораторії торкається токсигених грибів і мікотоксинів як основних забруднювачів зерна і зернопродуктів. Розробляються засоби і способи діагностики і профілактики мікотоксикозів тварин.

## Основні напрямки досліджень
- Токсикологічні дослідження кормів і кормових добавок.
- Розробка кількісних методів визначення мікотоксинів і антибіотиків в кормах.

Розроблений метод визначення Т-2 токсину і НТ-2 токсину в зерні і комбікормах, який відрізняється високою чутливістю, специфічністю, доступністю і не має світових аналогів.
- Діагностика мікотоксикозів с.-к. тварин

Описані раніше невідомі в світовій ветеринарній практиці мікотоксикози птиці – некротичний стоматит індичок і гусей, синдром погіршення якості яєць у курей, синдром гігантських тестикулів у півнів. Виявлені етіологічні чинники названих мікотоксикозів і розроблені методи їх діагностики і профілактики.
- Лікування і профілактика мікотоксикозів

- - Розроблений інформативний і достовірний спосіб оцінки активності сорбентів для мікотоксинів.
  - Виявлена здатність насіння злакових і бобових культур, а також коренеплодів трансформувати Т-2 токсин до менш токсичних метаболітів.
  - В лабораторних і виробничих умовах вивчається ефективність застосування сорбентів і пробіотиків при мікотоксикозах.
  - Розроблений оригінальний високоефективний спосіб профілактики Т-2 токсикозу птиці, який базується на застосуванні гіпохлориту натрію. Використання цього способу протягом 8-12 місяців в умовах птахогосподарств призводило до підвищення збереження птиці на 5-8% і продуктивності на 8-10%.

- Обґрунтування МДУ мікотоксинів

Обґрунтований максимально допустимий рівень зеараленоні в кормах для курей – 80 мкг/кг, який був затверджений 2.04.2001 р. Головним державним інспектором ветеринарної медицини України.
Виявлений раніше невідомий чинник контамінації зерна - нафтохіноновий мікотоксин аурофузарин - і розроблений метод його визначення.